# Provinces de Sao Tomé-et-Principe

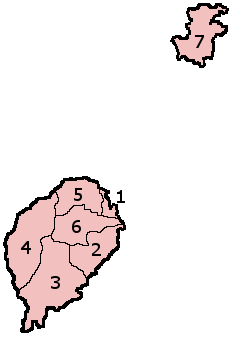
Les districts de Sao Tomé-et-Principe sont réparties sur deux provinces ; les districts 1 à 6 pour la province de Sao Tomé et le district 7 pour la province de Principe.

Sao Tomé-et-Principe est divisé en deux provinces, correspondant chacune à une des deux principales îles qui composent l'état insulaire d'Afrique : São Tomé et Principe.
Les provinces sont divisées en districts. Six sont situés dans la province de Sao Tomé et un — le district de Pagué — dans celle de Principe.
La province de Principe est dirigée par un gouvernement régional depuis 1995. Filipe Nascimento est à sa tête depuis 2020.

## Tableau
| No | District | Capitale      | Aire (km2) | Population (2012) |
| -- | -------- | ------------- | ---------- | ----------------- |
| 1  | Sao Tomé | São Tomé      | 859        | 179 814           |
| 2  | Principe | Santo António | 142        | 7 542             |